# Rapid City (Dakota Południowa)
Rapid City – miasto w Stanach Zjednoczonych, w południowo-zachodniej części stanu Dakota Południowa, siedziba administracyjna hrabstwa Pennington. Według spisu w 2020 roku liczy 74,7 tys. mieszkańców. Miasto jest znane jako brama do Gór Czarnych oraz gwiazda zachodu. Miasto podzielone jest od północy na południe niewielkim grzbietem górskim, rozdzialającym miasto na dwie części, wschodnią i zachodnią.
Gospodarka Rapid City opiera się głównie na bankowości, budownictwie, rolnictwie i turystyce. Miasto posiada własny dziennik o nazwie Rapid City Journal.
W mieście działa klub hokeja na lodzie Rapid City Rush.

## Ludzie urodzeni w Rapid City
- Lawrence Lessig (ur. 1961) – profesor nauk prawnych[2]
- Becky Hammon (ur. 1977) – koszykarka, medalistka olimpijska
- Tomi Lahren (ur. 1992) – konserwatywna komentatorka polityczna